# Gerhard Fasol
Gerhard Fasol (Wenen, 1954) is directeur van Eurotechnology Japan. Dit bedrijf houdt zich bezig met internationale high-tech samenwerkingsprojecten  van de VS, Europa en Japan op het gebied van elektronica, opto-elektronica, telecommunicatie en internet. 
Fasol studeerde aan de Universiteit van Cambridge en de Ruhr-Universität Bochum. Hij is werkzaam in Japan sinds 1991, daarvoor werkte hij in Cambridge. Hij is houder van diverse Japanse gepatenteerde toepassingen. 
Hij is co-auteur van het boek "The blue laser diode" (met Shuji Nakamura), dat de meest recente ontwikkelingen beschrijft op het gebied van opto-elektronica. Dit is een standaardwerk over leds. 

## Publicaties
- "The Blue Laser Diode : The Complete Story"; by Shuji Nakamura, Gerhard Fasol, Stephen J. Pearton (Springer, 2000), ISBN 3-540-66505-6
- "The blue diode laser - GaN light emitters and lasers" by Shuji Nakamura and Gerhard Fasol (Springer-Verlag, 1997, ISBN 3-540-61590-3)
- "Spectroscopy of Semiconductor Microstructures", edited by Gerhard Fasol, Annalisa Fasolino and Paolo Lugli, NATO ASI Series, Series B: Physics Vol. B206, (Plenum Press, New York, 1989) ISBN 0-306-43378-8